# لیزا کرویتزر
لیزا کرویتزر (به آلمانی: Lisa Kreuzer) (زادهٔ ۲ دسامبر ۱۹۴۵) بازیگر اهل آلمان است.
از فیلم‌هایی که او در آنها بازی کرده‌است می‌توان به دوست من، آلیس در شهرها، دوست آمریکایی، حرکت اشتباه، سلاطین جاده و هتل بزرگ بوداپست اشاره کرد.